# Hermann Hog
Hermann Max Hog (* 28. Juli 1881 in Ettenheim; † 6. Januar 1937 in Berlin) war ein deutscher Jurist und Ministerialbeamter.

## Leben
Hermann Hog studierte Rechtswissenschaften an den Universitäten Tübingen und Heidelberg. Seit 1899 gehörte er der Burschenschaft Germania Tübingen und seit 1900 der der Burschenschaft Allemannia Heidelberg an. Er promovierte und wurde 1903 Gerichtsreferendar. 1907 wurde er Gerichtsassessor und war u. a im badischen Justizministerium und als Intendanturassessor eingesetzt. Ein Jahr später kam er als Magistratsassessor nach Frankfurt am Main. Ab 1912 war er 1. Beigeordneter in Höchst am Main, wo er 1913 auch heiratete.
Mit Kriegsbeginn 1914 ging er in den Kriegsdienst und wurde 1919 durch die französische Militärverwaltung entlassen.
Nachdem Anfang 1919 die Geschäftsführerin Dorothea Hirschfeld den Deutschen Verein verlassen hatte und Wilhelm Polligkeit eine hauptamtliche Geschäftsführerstelle gefordert hatte, übernahm nach Klärung der Finanzierung Hog die Aufgabe des Geschäftsführers und war damit erster hauptamtlicher Geschäftsführer des Deutschen Vereins. 1920 wurde er durch Polligkeit abgelöst.
Im gleichen Jahr wurde Hog Referent im Landesfinanzamt Kassel und hier Regierungsrat. Ein Jahr später kam er Hilfsarbeiter an das Preußische Finanzministerium und wurde Ministerialrat. Ab 1924 war er für zehn Jahre bis zur Auflösung des Reichsrats stellvertretender Bevollmächtigter Preußens im Reichsrat, ab 1933 im Hauptamt. 1926 wurde er Ministerialdirigent. Im Preußischen Finanzministerium war er dann von 1927 bis 1937 als Ministerialdirektor tätig. Hier war er u. a. Leiter der Steuer-, Kommunal- und Wirtschaftsabteilung I.

## Werke (Auswahl)
- gemeinsam mit Alexander Elster, Hermann Luppe und Felix Clauß: Lexikon des Arbeitsrechts. Jena, 1910.
- gemeinsam mit Richard Arens: Die preußische Gewerbesteuer. C. Heymanns, 1924. Weitere jährliche ergänzende Auflagen bis 1931.
- Belebung der Wirtschaft. Mittler, 1932.
- gemeinsam mit Alfred Riewald: Bürgersteuer-Verordnung 1932 u. Bürgersteuer-Verordnung 1933 nach d. Verordnung d. Reichspräsidenten vom 4. Sept. 1932 mit Durchführungsbestimmungen. Mittler, 1932.
- gemeinsam mit Richard Arens: Das Gewerbesteuerrecht. C. Heymanns, 1937.
- gemeinsam mit Alfred Riewald, Richard Arens und Max Renzi: Die neuen Steuergesetze. Walter de Gruyter, 1935. Darin:
  - gemeinsam mit Alfred Riewald: Einkommens-, Körperschaft- und Bürgersteuer. Band 1.
  - Umsatzsteuergesetz. Band 4, Nachtrag 1939.